# Érard III Le Maure
Érard III Le Maure est baron d'Arcadie et maréchal de la principauté d'Achaïe au milieu du XIVe siècle.

## Biographie
Érard III est fils d'Étienne Le Maure (el), seigneur du château de Saint-Sauveur, et d'Agnès d'Aulnay, fille de Vilain II d'Aulnay (en), baron d'Arcadie. Étienne et Agnès se marient en 1324. À la mort de Vilain, la baronnie d'Arcadie est divisée en deux, Agnès héritant d'une moitié, l'autre revenant à son frère, Érard II, puis à sa veuve, Balzana Gozzadini, ainsi qu'à son second mari Pietro dalle Carceri.
Érard III succède à son père quelque temps après 1330. Il est mentionné pour la première fois parmi les barons achéens qui offrent la principauté à Jacques II de Majorque en octobre 1344. Il est probable qu'Érard est également celui qui est choisi pour effectuer le voyage et transmettre l'offre à Jacques II, pour laquelle en novembre 1345 — dans le seul acte connu de Jacques en tant que prince d'Achaïe — il reçoit le titre de maréchal d'Achaïe, ainsi que des terres appartenant auparavant à Niccolò Ghisi,. Érard III réussit à réunir sous son contrôle assez rapidement l'ensemble des différents domaines constituants de la baronnie d'Arcadie, tandis que dans une liste des fiefs achéens en 1377, il est également cité comme possédant le château d'Aetós.
Vers 1348, un chevalier français, Louis de Chafor, ainsi que quelques compagnons de ce dernier, parviennent à capturer le château d'Arcadie par ruse et prennent en otage l'épouse, ainsi que la fille d'Érard. Par la suite, Érard est obligé de payer une lourde rançon pour obtenir leur restitution et celle de son château,.
En 1373, après la mort du prince Philippe III de Tarente, Érard III est membre d'une ambassade achéenne envoyée à Naples afin d'examiner les droits des prétendants rivaux à la principauté : la mère de Philippe, la reine Jeanne, et François des Baux. L'ambassade se prononce en faveur de la reine et lui prête serment d'allégeance,.
Érard III meurt en 1388, et son gendre, Andronic Asen Zaccaria (en), lui succède.

## Descendance
Érard a un seul fils, mort en bas âge, ainsi que plusieurs filles. Une de ses filles (ou une sœur), nommée Lucie, épouse le marchand et diplomate Jean Lascaris Calophéros, avec qui elle a un fils nommé Érard,. Une autre fille épouse Andronic Asen Zaccaria, qui succède à Érard III, après la mort de ce dernier. Cependant, la succession est contestée par Érard Laskaris, fils de Lucie et de Jean Laskaris Kalopheros, mais cette revendication n'aboutit à rien, et Érard Laskaris meurt en 1409 sans descendance.
Selon la Chronographia regum francorum, datant du début du XVe siècle, une autre fille épouse Guy d'Enghien (en), seigneur d'Argos et de Nauplie, mais cette affirmation est contestée par d'autres sources.